# NGC 288
NGC 288 је збијено звездано јато у сазвежђу Вајар које се налази на NGC листи објеката дубоког неба.
Деклинација објекта је - 26° 35' 51" а ректасцензија 0h 52m 45,5s. Привидна величина (магнитуда) објекта NGC 288 износи 8,1. NGC 288 је још познат и под ознакама ESO 474-SC37, GCL 2.